# Mormia cornuta
Mormia cornuta és una espècie de dípter pertanyent a la família dels psicòdids present a Bèlgica.